# Salomon van Ruysdael

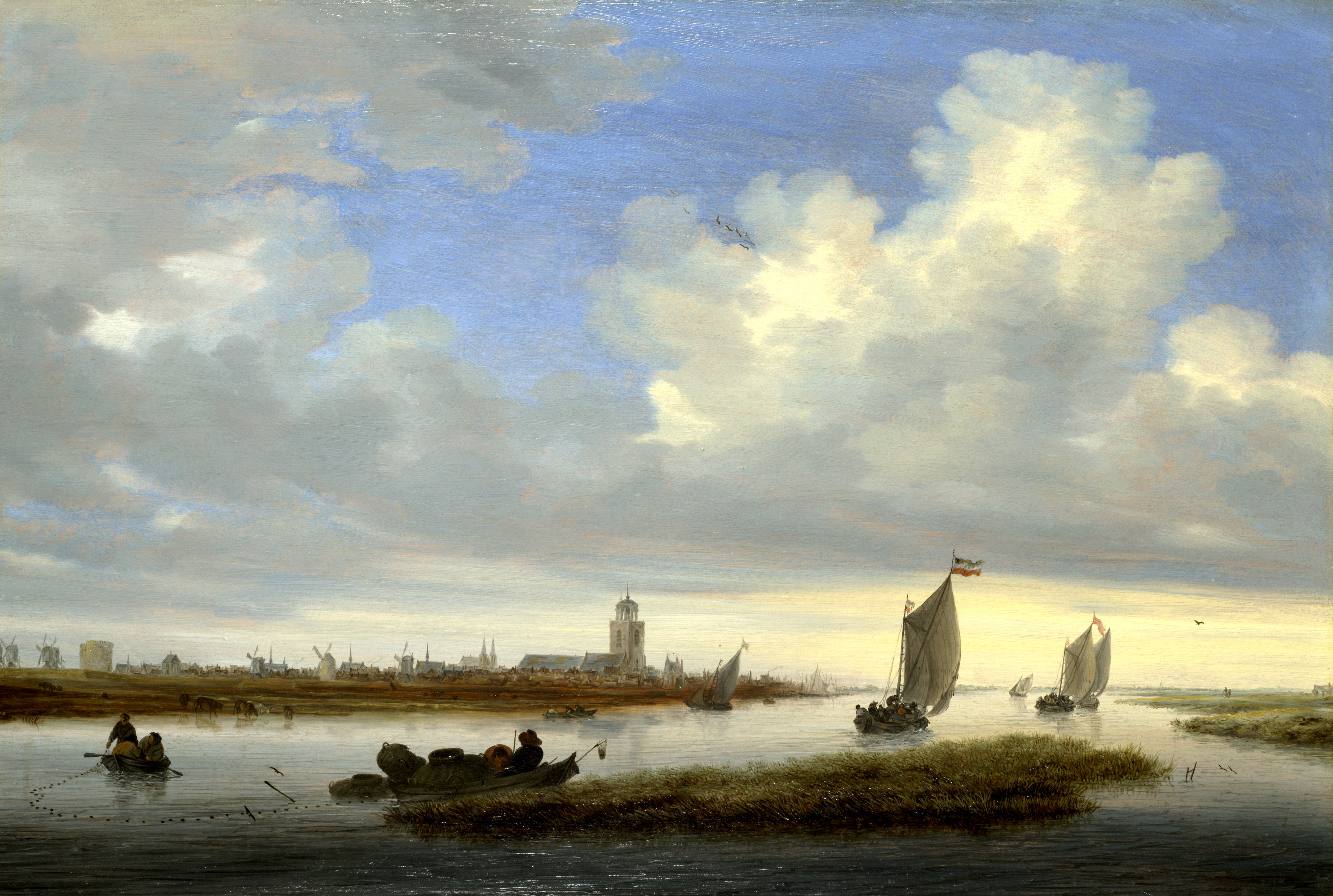
View of Deventer Seen from the North-West, a la National Gallery de Londres

Salomon van Ruysdael (1600/1603, Naarden - 1670, Haarlem) va ser un pintor paisatgista holandès. Va ser l'oncle de Jacob Van Ruysdael.
Les seves pintures de caràcter realista s'enquadren en l'estil barroc. Els seus temes predilectes són paisatges dels camps holandesos, donant especial atenció a les variacions de llum que s'aprecien en cada moment. Alguns estudiosos ho consideren un precursor de l'Impressionisme holandès.
L'horitzontalitat del paisatge queda trencada per la inclusió d'elements verticals. Una de les seves creacions més representatives és Paisatge amb riu i barca transportant el bestiar, que acull el Rijksmuseum d'Amsterdam.
Hi ha una obra seva exposada al Museu Nacional d'Art de Catalunya, més concretament Velers al costat d'un poblet.

## Obres destacades
Ryusdael fou un dels referents del paisatgisme holandès.
- Ferry Boat amb el bestiar al riu prop de Vecht Nijenrode, 1649
- Ferry en un riu, 1649
- Vista de Deventer Vist des del Nord-oest, 1657